# جک کازلی
جک کازلی (انگلیسی: Jack Casley; ۲۷ آوریل ۱۹۲۶ – ۳۱ مهٔ ۲۰۱۴) بازیکن فوتبال اهل بریتانیا بود.
از باشگاه‌هایی که در آن بازی کرده‌است می‌توان به باشگاه فوتبال آکسفورد یونایتد و باشگاه فوتبال تورکی یونایتد اشاره کرد.